# Santiago Agurto
Santiago Agurto Calvo (Guayaquil, 6 de agosto de 1921-Lima, 28 de noviembre del 2010) fue un arquitecto peruano nacido en Ecuador, que fue representante del movimiento moderno, también conocido por sus investigaciones sobre la arquitectura prehispánica peruana. Además de su actividad proyectual, Agurto se desempeñó como docente en la Universidad Nacional de Ingeniería, de la cual llegó a ser rector de 1966 a 1970.

## Biografía
Santiago Agurto Calvo nació en la ciudad ecuatoriana de Guayaquil el 6 de agosto de 1921, hijo de Santiago Agurto Coloma y Dolores Calvo. Tras graduarse de arquitecto por la Universidad Nacional de Ingeniería en 1944, realizó una maestría en la Universidad de Cornell en calidad de becado, donde se graduó con un proyecto de tesis sobre vivienda colectiva en 1947. A su regreso al Perú, se unió a la Agrupación Espacio, un grupo de intelectuales y artistas que cuestionaban, en base a sus criterios funcionalistas y modernos, el arte y la arquitectura que predominaba en el país.
En cuanto a su obra, trabajó como dibujante en el Ministerio de Fomento y posteriormente estuvo a cargo de la Oficina de Proyectos de la Corporación Nacional de la Vivienda entre 1947 y 1963, año que renuncia a su cargo debido a presiones políticas. Durante su paso por esa institución, dirigió importantes propuestas de vivienda social, como la Unidad Vecinal Mirones (1952-1953) y la de Matute (1952-1954), en el Distrito de Lima y La Victoria, respectivamente. También participó en el diseño de conjuntos habitacionales como el de Risso (1953-1954) y Angamos (1948-1950). Fuera de Lima, resalta su diseño del Centro Vacacional Huampaní (1950-1955), por el cual ganó el premio Sociedad de Arquitectos en 1957. Tiempo después, se unió a Eduardo Neira y Javier Cayo y formó un estudio de arquitectos llamado Agurto Cayo Neyra, en donde desarrolló proyectos como la Casa García y el Edificio Heresi.
También se desempeñó como docente, dictando el curso de Historia de la Arquitectura y los talleres de diseño básico en la Universidad Nacional de Ingeniería (UNI). Además, fue decano de la Facultad de Arquitectura y posteriormente fue elegido rector de la UNI. Entre su labor como rector, resalta su énfasis en las artes, pues promovió la creación de la revista Amaru, de la pinacoteca universitaria, apoyó al teatro y coro universitario.
Su participación en la esfera política se remonta a sus tiempos de estudiante, cuando fue presidente del Centro de Estudiantes de la Escuela de Ingenieros y formó parte de una huelga en solidaridad con los estudiantes de la Universidad Nacional de Trujillo. Además, fue miembro fundador y secretario del Movimiento Social Progresista, creado entre 1956 y 1962, junto con otros intelectuales peruanos como Augusto Salazar Bondy, Alberto Ruiz Eldredge, Francisco Moncloa o José Matos Mar. La agrupación participó en las elecciones electorales de 1962 y posteriormente apoyó la campaña de Fernando Belaúnde Terry. También fue candidato a senador con Alfonso Barrantes. Asimismo, dirigió la Comisión de Reconstrucción y Rehabilitación de la Zona Afectada (CRYRZA), convocada por el presidente Juan Velasco Alvarado tras el terremoto de 7.8 grados que afectó principalmente en el Departamento de Áncash.
Como otros arquitectos de su generación, Agurto también se interesó por la arquitectura prehispánica, lo cual lo llevó a publicar libros en esa materia como Cusco: la traza urbana de la ciudad inca (1980), Lima prehispánica (1984) y Estudios acerca de la construcción, arquitectura y planeamiento incas (1987). También publicó notas y artículos periodísticos en los diarios La Crónica y La Prensa centrados igualmente en el Perú antiguo. En su época de regidor de Lima, en 1997, inició una gran campaña para exigir el retiro de la estatua de Francisco Pizarro del Centro Histórico de Lima, algo que se cumplió en 2003 bajo el mandato de Luis Castañeda Lossio, a causa de su influencia.
Falleció el 28 de noviembre de 2010. 

## Producción escrita
El libro Estudios acerca de la construcción, arquitectura y planeamiento incas, publicado en 1987, es una de sus principales contribuciones al campo de la arquitectura y urbanismo prehispánicos. En él, Agurto señalaba que el planeamiento urbano incaico estaba fuertemente ligado a la infraestructura de la red de caminos del Imperio, pues su objetivo principal era mejorar la administración del Tahuantinsuyo. Además, este urbanismo, se desarrolló en comunión y respeto con la naturaleza o Pachamama, creadora del alimento, y por tanto, del bienestar del pueblo. Por eso, se caracterizó por el máximo aprovechamiento agrícola. Asimismo, para Agurto, tanto la arquitectura como el urbanismo inca tenían un vocabulario bastante simple, creado en base a combinaciones que satisfacían sus necesidades básicas. El funcionalismo y durabilidad que pretendían se materializaba en la piedra, material primordial que utilizaban en sus construcciones, y que pese a su simplicidad, lo manipulaban estéticamente, algo que se evidenciaba en la armonía y refinamiento de su andenería.

## Principales obras
- Agrupamiento Angamos (1948-1950). Jesús María, Lima.
- Agrupamiento Miraflores (1948-1950). Miraflores, Lima.
- Casa Fuller (1950). Miraflores, Lima
- Centro Vacacional Huampaní (1950-1955). Chaclacayo, Lima. Equipo también conformado por: Carlos Cárdenas, M. Flores Estrada,  Juan Gunther, José Ramos y Luis Vásquez.
- Facultad de Medicina (UNMSM). (1952). Cercado de Lima, Lima. Equipo también conformado por: Javier Cayo y Eduardo Neira
- Unidad Vecinal Matute (Primera etapa) (1952-1954) La Victoria, Lima
- Unidad Vecinal Mirones (Primera etapa) (1952-1953). Cercado de Lima, Lima. Equipo también conformado por Carlos Cárdenas y Luis Vásquez.
- Unidad Vecinal Rímac (Primera etapa) (1952-1954). Rímac, Lima. Equipo también conformado por Carlos Cárdenas y Luis Vásquez.
- Agrupamiento Risso (1953-1954). Lince, Lima. Equipo también conformado por  Carlos Cárdenas y M. Flores Estrada
- Casa Aicardi  (1953). Miraflores, Lima.  Equipo también conformado por Javier Cayo y Eduardo Neira.
- Casa Agurto (1954). Jesús María, Lima. Equipo también conformado por Javier Cayo y Eduardo Neira.
- Edificio Olaya (1954). Cercado de Lima, Lima
- Instituto de Radiología Cayetano Heredia (1957). Cercado de Lima, Lima.
- Casa García (1959). Equipo también conformado por Javier Cayo y Eduardo Neira.
- Edificio Heresi. Lima. Equipo también conformado por Javier Cayo y Eduardo Neira.
- Conjunto Habitacional Palomino (1965-1967). Cercado de Lima, Lima. Equipo también conformado por Fernando Correa, Luis Miró-Quesada Garland y Fernando Sánchez Griñán.
- Conjunto Habitacional Santa Cruz. Lima. Equipo también conformado por Fernando Correa, Luis Miró-Quesada Garland y Fernando Sánchez Griñán.[2]

## Distinciones
- Premio Sociedad de Arquitectos (1957)
- Premio Chavín (1957)
- Premio Tecnoquímica (1967)

## Publicaciones
- Cusco: la traza urbana de la ciudad inca (1980).
- Lima prehispánica (1984).
- Estudios acerca de la construcción, arquitectura y planeamiento incas (1987).
- Descabalgando a Pizarro (1997).[9]
- Levantando la humillada cerviz (2004).